# Stillwater Lake (Nouvelle-Écosse)
Stillwater Lake est une communauté d'Halifax, dans la province canadienne de la Nouvelle-Écosse